# Buraimi
Buraimi (em árabe: البريمي; romaniz.: Al-Buraymi‎) é uma cidade e capital da província de Buraimi e do vilaiete de Buraimi, no Omã. Segundo censo de 2010, tinha 60 174 habitantes. Compreende uma área de 37,2 quilômetros quadrados.